# Alexandru Marky
Alexandru Marky, auch Alexandru Marki geschrieben, (* 5. August 1919 in Arad, Österreich-Ungarn; † 4. Dezember 1969) war ein rumänischer Fußballspieler. Er bestritt 92 Spiele in der Divizia A. Der Torwart gewann in den Jahren 1947, 1948 und 1950 mit UTA Arad die rumänische Meisterschaft.

## Karriere
Marky kam im Jahr 1942 zu Kolozsvári AC in die ungarische Nemzeti Bajnokság. Die Saison 1943/44 schloss er mit seinem Team auf dem dritten Rang ab und unterlag im Pokalfinale desselben Jahres Ferencváros Budapest.
Nach dem Ende des Zweiten Weltkrieges schloss er sich ITA Arad an. Mit ITA konnte er in der Saison 1946/47 die rumänische Meisterschaft gewinnen. Diesen Erfolg konnte er ein Jahr später wiederholen und sich mit seiner Mannschaft durch den Sieg im Pokalfinale 1948 gegen CFR Timișoara obendrein das Double sichern. In der Spielzeit 1948/49 konnte er nicht an diese Leistung anknüpfen. Sein Team kehrte in der Saison 1950 in die Spitzengruppe zurück und Marky gewann seinen dritten Meistertitel.
Anfang 1952 verließ Marky Arad und wechselte zu Metalul Brașov in die Divizia B. Ende 1952 beendete er seine Laufbahn.

## Nationalmannschaft
Marky kam viermal in der rumänischen Nationalmannschaft zum Einsatz. Er debütierte am 2. Mai 1948 im ersten Spiel des Balkan-Cups 1948 gegen Albanien, als er in der 81. Minute für Róbert Szádowsky eingewechselt wurde. Im zweiten Turnierspiel am 6. Juni 1948 gegen Ungarn stand er bei der 0:9-Niederlage in der Startaufstellung. Anschließend gab der neue Nationaltrainer Iuliu Baratky Traian Ionescu im Tor den Vorzug. Erst am 14. Mai 1950 kehrte er beim 3:3 im Freundschaftsspiel gegen Polen ins Nationalteam zurück. Beim 1:1 gegen die Tschechoslowakei eine Woche später kam er zum letzten Mal zum Einsatz.

## Erfolge
- Rumänischer Meister: 1947, 1948, 1950
- Rumänischer Pokalsieger: 1948